# Colby AFC
Colby AFC is een voetbalclub uit Colby, een plaats op het eiland Man.

## Erelijst

### Competitie
- 2e divisie, kampioen in seizoenen: 2001–02, 2007-08

### Beker
- Manx FA Cup: 1927-28
- Woods Cup: 1990-91, 1994–95, 1996–97, 2005–06, 2007–08
- Paul Henry Gold Cup: 1989-90, 1992–93, 1996–97, 2000–01

## Stadion
Het stadion van Colby AFC ligt op Glen Road, Colby. De capaciteit en naam van het stadion is onbekend.